# Rüsselsheim am Main

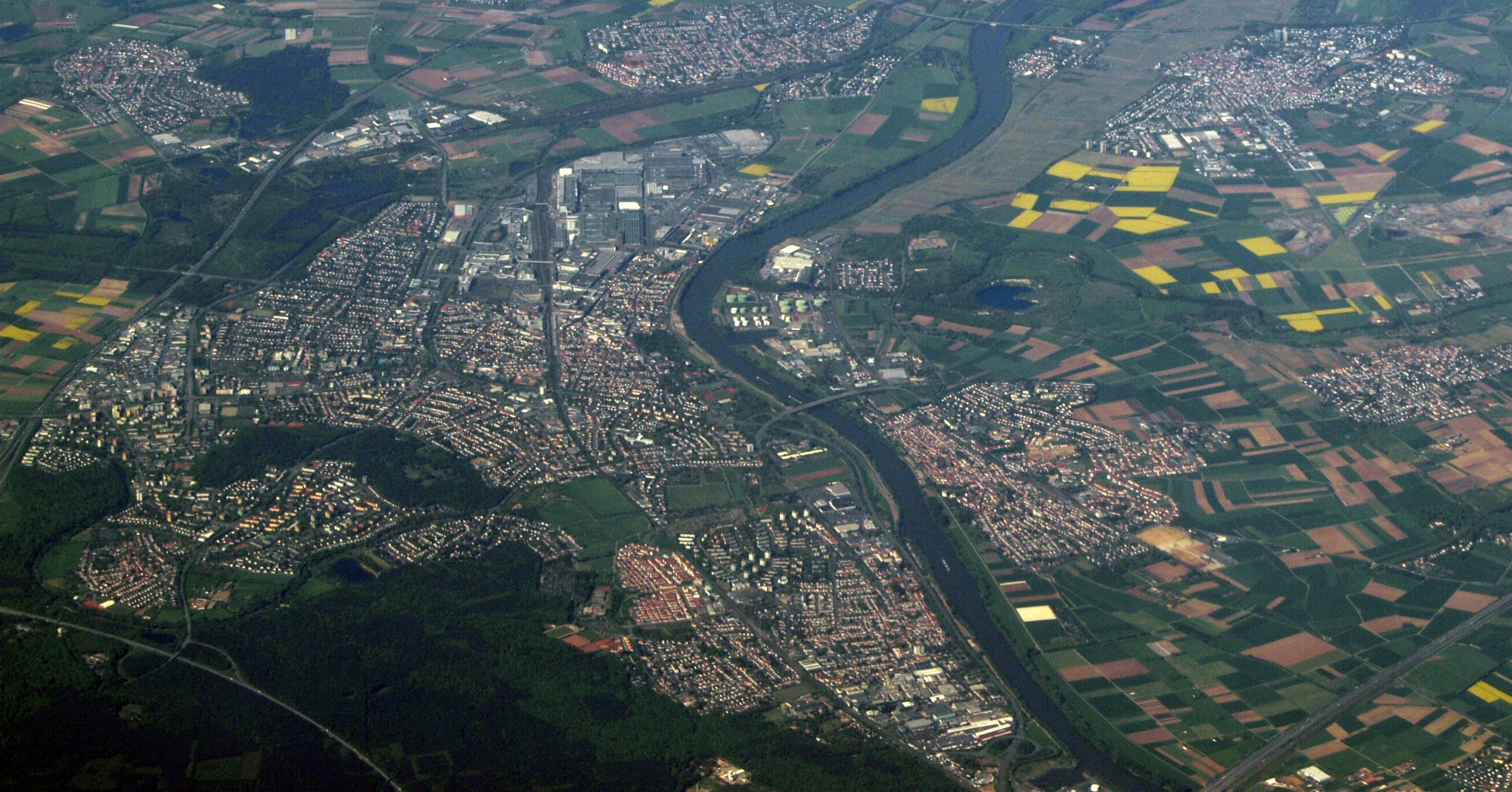
Rüsselsheim am Main

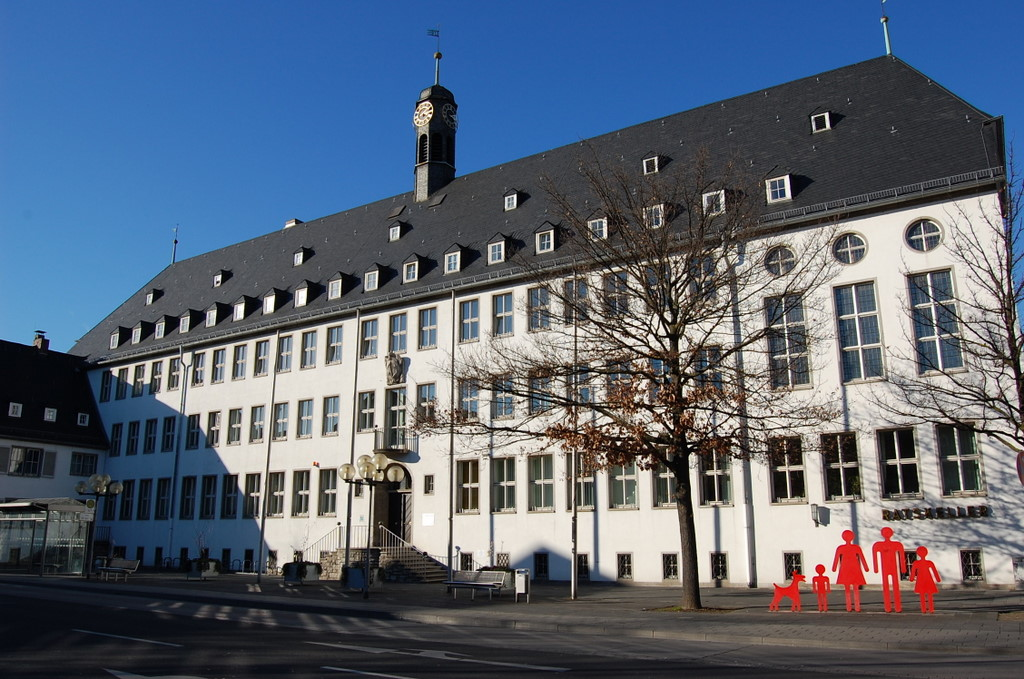
Ayuntamiento de Rüsselsheim

Rüsselsheim am Main es una localidad alemana en las cercanías de Fráncfort del Meno (Hesse).
Rüsselsheim tenía 60.229 habitantes a finales de 2012 lo que le hace la localidad más importante del distrito de Groß-Gerau. La localidad está situada al borde del río Meno a pocos kilómetros de su unión con el río Rin en Maguncia. 
La localidad tiene notoriedad internacional dado que la empresa automovilística Opel tiene su sede social en la ciudad, donde se ubica también el centro de diseño y desarrollo de vehículos para la gama de General Motors Europa, además de una planta de producción, que emplean a aprox. 10.000 personas, donde actualmente se fabrica el Opel Insignia. Además, en los últimos años, empresas como Electronic Data Systems (EDS), Hyundai, Mitsubishi y Chevrolet también han ubicado sus sedes europeas en esta ciudad.

## Historia
Rüsselsheim fue fundado por el Condes de Katzenelnbogen.
El nombre de la localidad ha evolucionado con el tiempo:
- 764/5 Rucile(n)sheim
- antes 1130 Ruozcelenesheim
- 1336 Ruzelnsheim
- 1275 Ruozelsheim
- 1640 Ruselsem
- 1840 Rüsselsheim

En 1435 el conde Juan IV de Katzenelnbogen fue el primer viticultor conocido de riesling. Construyó un palacio en Rüsselsheim y agrandó la viña existente. En la Edad Media el castillo estaba rodeada de viñedos. La viticultura se paralizó después de la Primera Guerra Mundial, pero en 1980 el entonces alcalde (Dr. Storsberg) inauguró una nueva viña en honor a la casa del riesling. 
Rüsselsheim se ha expandido gracias a la incorporación de varias aldeas:
- 1 de abril de 1951 : Haßloch (actualmente con 10.000 habitantes)
- 1 de julio de 1956 : Königstädten (actualmente con 8.600 habitantes)
- 1 de mayo de 1970 : Bauschheim (actualmente con 5.800 habitantes)

## Política

### Alcaldes
- 1954-1965 Dr Walter Köbel, SPD
- 1966-1981 Karl-Heinz Storsberg, SPD
- 1981-1994 Norbert Winterstein, SPD
- 1994-1999 Ottilia Geschka, CDU
- 2000-2011 Stefan Gieltowski, SPD
- 2012-2017 Patrick Burghardt, CDU
- 2018-actualidad: Udo Bausch, Candidato independiente

## Transporte

### Transporte ferroviario
Rüsselsheim tiene dos estaciones de tren por las cuales circulan las dos líneas de cercanías (S-Bahn) S8 y S9 hacia Wiesbaden, Maguncia, Hanau y Offenbach del Meno, pasando ambas líneas por el Aeropuerto de Fráncfort del Meno y Fráncfort. Las líneas circulan las 24 Horas del día, con una frecuéncia de 15 minutos durante el día y por la noche con una frecuencia de una hora. Dos líneas de tren regional desde Fráncfort conectan de manera rápida Rüsselsheim con la capital del Sarre, Sarrebruck; y con Coblenza, en el estado federado de Renania-Palatinado.

### Red vial
Por Rüsselsheim discurren diferentes carreteras que enlazan con las autopistas, o Bundesautobahn en alemán. La Bundesstrasse 43 de Fráncfort a Maguncia conecta Rüsselsheim con las ciudades y pueblos situadas al sur del rio Meno. La Bundesstrasse 519 enlaza con la Bundesautobahn 60 y conecta Rüsselsheim con el distrito de Meno-Taunus situado al norte. Hacia el Oeste discurre la Bundesstrasse 486 en dirección a Langen y Dieburg. Por último, Rüsselsheim está conectada mediante la Bundesstrasse 43 a la Bundesautobahn 3 que lleva a la ciudad de Colonia así como a diferentes ciudades del estado federado de Baviera.

## Otros

### Ciudades hermanadas
Desde 1961 Rüsselsheim participa en un programa internacional de intercambio cultural y deportivo de cuatro países europeos.
- Évreux, Francia
- Rugby, Reino Unido
- Varkaus, Finlandia
- Kecskemét, Hungría

Cada una de las ciudades participantes da nombre a una de las Arterias principales de Rüsselsheim.